# Songs for a Sinking Ship
Songs For a Sinking Ship − studyjny album brooklińskiego zespołu April Smith and the Great Picture Show, wydany w 2010 r. niezależnie ze środków zebranych przez stronę Kickstarter. Jedna z piosenek, "Drop Dead Gorgeous", została wyróżniona w rankingach Top 10 Pop Songs of 2010 i Top 100 Songs of 2010 serwisu Amazon.com.

## Lista utworów
1. "Movie Loves a Screen" – 2:15
2. "Terrible Things" - 2:21
3. "Drop Dead Gorgeous" - 4:02
4. "Can't Say No" - 3:16
5. "What'll I Do" - 3:51
6. "Colors" - 2:41
7. "Dixie Boy" - 3:33
8. "The One That Got Away" - 2:40
9. "Beloved" - 3:38
10. "Wow and Flutter" - 3:14
11. "Stop Wondering" - 2:12